# William B. Eerdmans Publishing Company
William B. Eerdmans Publishing Company – amerykańskie religijne wydawnictwo naukowe z siedzibą w Grand Rapids w stanie Michigan, założone w roku 1911 przez Williama B. Eerdmansa. Specjalizuje się w książkach akademickich dotyczących teologii chrześcijańskiej, biblistyki, historii religii, książkach popularno-naukowych z zakresu socjologii, krytyki kultury i literaturoznawstwa, a także stricte komercyjnych religijnych książkach dla dzieci. Profil wydawnictwa nie jest łatwy do scharakteryzowania, nie powinno być charakteryzowane jako chrześcijańskie wydawnictwo .
Wydawane są książki autorów takich jak Clive Staples Lewis, Karl Barth, John Howard Yoder, Philip Yancey, Joan Chittister, Nicholas Thomas Wright, Rowan Williams, Martin Marty, Eugene H. Peterson, Benedykt XVI .
Wydawnictwo ma w swoim dorobku serie komentarzy naukowych do Nowego Testamentu: New International Commentary on the New Testament (NICNT) i New International Greek Testament Commentary (NIGTC).